# Václav Chovanec
Václav Chovanec (* 25. května 1957, Kysucké Nové Mesto) je bývalý slovenský fotbalista.

## Fotbalová kariéra
V československé lize hrál za Inter Bratislava a ZŤS Košice. Nastoupil ve 14 ligových utkáních a dal 1 ligový gól. Po odchodu ze ZŤS Košice hrál třetí nejvyšší soutěž za VSŽ Košice.

## Ligová bilance
| Ročník                                      | Zápasy | Góly | Klub             |
| ------------------------------------------- | ------ | ---- | ---------------- |
| 1. československá fotbalová liga 1975/76    | 1      | 0    | Inter Bratislava |
| 1. československá fotbalová liga 1976/77    | 1      | 0    | Inter Bratislava |
| 1. československá fotbalová liga 1979/80    | 4      | 1    | ZŤS Košice       |
| 1. československá fotbalová liga 1980/81    | 8      | 0    | ZŤS Košice       |
| 1. slovenská národní fotbalová liga 1982/83 | 5      | 0    | ZŤS Košice       |
| 2. slovenská národní fotbalová liga 1983/84 | -      | -    | VSŽ Košice       |
| CELKEM 1. liga                              | 14     | 1    |                  |